# Diego de Almagro

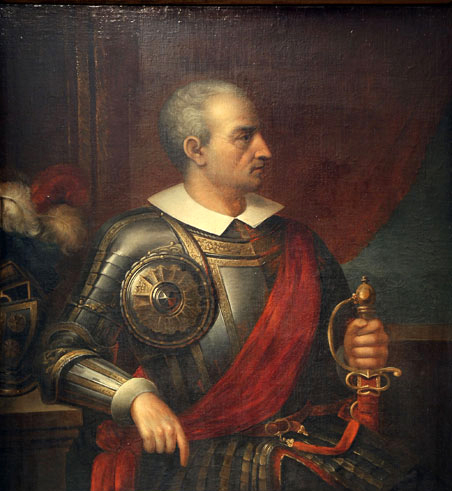
Diego de Almagro – fiktives Porträt aus dem 19. Jahrhundert

Diego de Almagro (auch d’Almagro; * um 1479 in Almagro, La Mancha, Spanien; † 8. Juli 1538 in Cuzco, Peru) war ein spanischer Abenteurer und Konquistador. Er wird oft mit Namenszusatz el Viejo („der Alte“) genannt, um ihn von seinem gleichnamigen Sohn Diego de Almagro el Mozo („der Junge“) zu unterscheiden.

## Leben

### In Spanien
Die Ursprünge von Diego de Almagro blieben lange im Dunkeln. In älteren Quellen wurde berichtet, dass er ein Findelkind gewesen sei und nach dem Ort benannt wurde, wo er im Jahr 1475 aufgefunden worden sein soll. Neuere Quellen berichten hingegen, er sei der zwischen 1478 und 1479 in Almagro in Spanien geborene, nicht eheliche Sohn von Juan de Montenegro, dem Mundschenk des Großmeisters des Calatravaordens, und Elvira Gutiérrez, einer Magd. Zwischen den Eltern bestand wohl ein Eheversprechen, das aber nie eingelöst wurde. Um ihre Ehre in der streng katholischen Gemeinschaft zu retten, wurde die werdende Mutter von ihrer Verwandtschaft verborgen, der Sohn Diego heimlich geboren und bald in die Obhut einer Amme gegeben. Die Eltern von Elvira bemühten sich darum, dass doch noch eine Ehe geschlossen würde. Aber Juan de Montenegro sei die angebotene Mitgift zu gering gewesen und selbst eine Schlägerei mit Verwandten Elviras habe nicht geholfen, ihn umzustimmen.
So lebte Diego zunächst bei Sancha López de Peral in Bolaños, später in Aldea del Rey. Mit vier oder fünf Jahren kam Diego zu seinem Onkel Hernán Gutiérrez in eine Bauernfamilie mit langer christlicher Tradition. Der Onkel behandelte ihn schlecht; er ging daraufhin zu seiner Mutter, die ihn aber abwies. Die Details seiner Kindheit wurden erst spät bei einer Befragung seiner Stiefschwester Leonor Celinos und seines Vetters Diego de Sevilla durch einen Emissär niedergeschrieben. Diesen hatte der betagte Diego de Almagro im Jahr 1536 in seine Heimat geschickt, um mehr über seine Familie in Erfahrung zu bringen.
Mit 15 Jahren riss er aus. Er soll vorübergehend für den Bürgermeister von Sevilla gearbeitet haben und vagabundierte nach einem Zwischenfall durch Spanien, bis er im Jahr 1514 nach Mittelamerika gelangte.

### In Panama

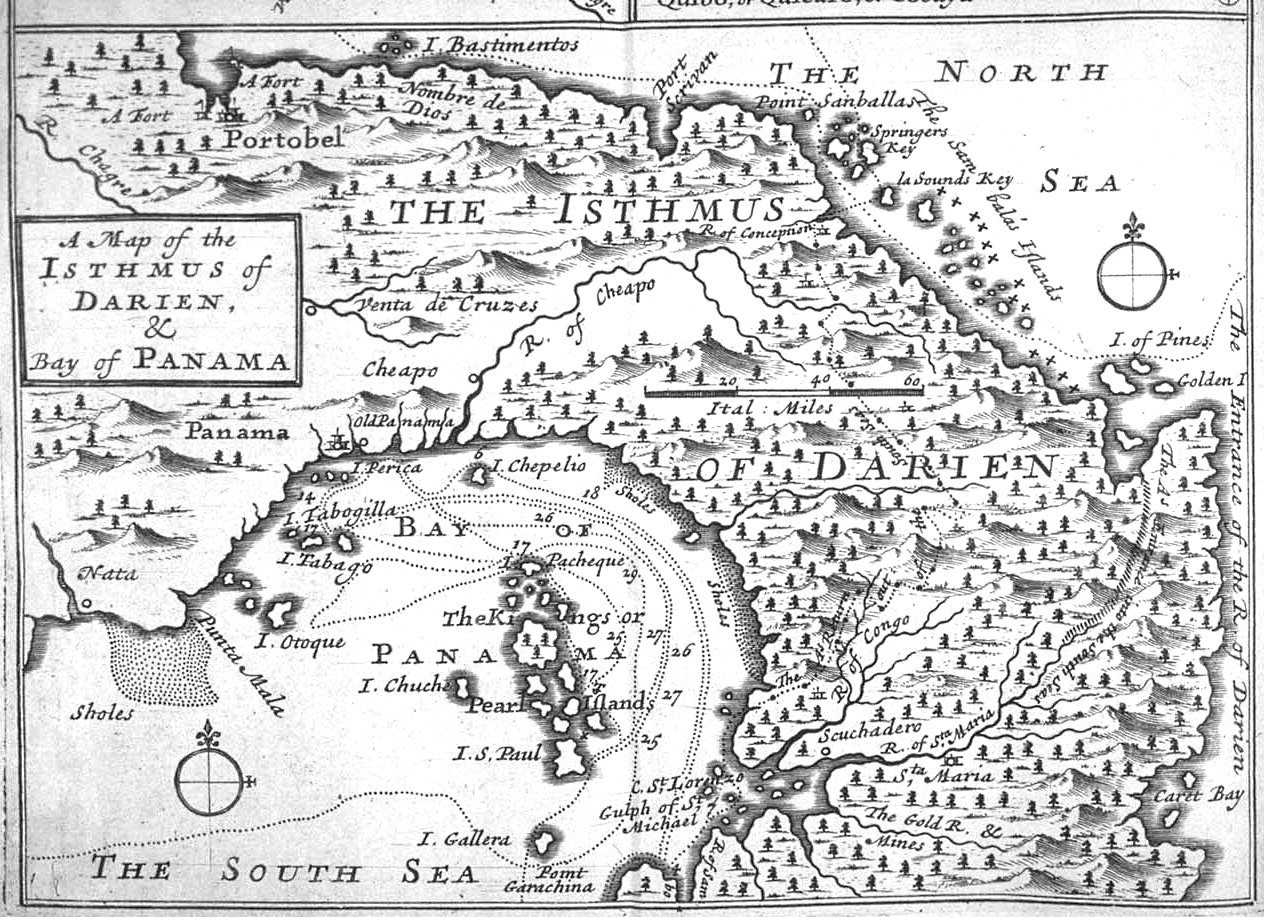
Isthmus von Darién und Panama
(Karte von 1697)

1514 reiste Diego Almagro im Gefolge des Konquistadors und Gouverneurs Pedrarias Dávila nach Darién im heutigen Panama, wo er am 30. Juni ankam. Er verdingte sich dort als Söldner unter verschiedenen Hauptleuten, bis er zu etwas Geld kam und als Belohnung für seine Dienste Land als Lehen und einige Indios für die Bewirtschaftung des selbigen zugewiesen bekam. In dieser Epoche lernte Almagro den Soldaten Francisco Pizarro, mit dem ihn bald eine innige Kameradschaft verband, und den Kleriker Fernando de Luque kennen. Von da an war Almagros Biografie untrennbar mit den beiden verbunden. Am 15. August 1519 gründete Pedrarias Davila Panama-Stadt und teilte sie unter 400 Siedlern aus Darién auf, darunter auch Almagro, Pizarro und Luque. Zu dritt machten sie Geschäfte und es gelang ihnen, in den folgenden Jahren ein stattliches Vermögen aufzubauen. Ihnen gehörten schließlich mehrere Goldminen, Farmen und Viehherden, was sie zu den drei reichsten Männern in Panama machte. Im Jahr 1520 wurde ihm von Ana Martínez, einer Indianerin aus Panama, ein Sohn namens Diego geboren, der den Namenszusatz El Mozo (= „Junior“) erhielt. Über die Mutter wurde weiter nichts bekannt. Später bekam er noch eine Tochter von einer anderen Frau, über die ebenfalls kaum etwas bekannt ist. Im Jahr 1522 gelangten erste vage Berichte über eine Provinz im Süden namens Biru, die zu einem großen Reich der Yncas gehören sollte, nach Panama. Es war die Zeit, in der Hernán Cortés das Aztekenreich in Mexiko ausplünderte und dort sein eigenes Reich aufbaute. Diese erfolgreiche Eroberung diente dem ambitionierten Trio als Vorbild und sie schmiedeten Pläne für die Eroberung von Biru. Luque wollte das Projekt finanzieren und Pizarro und Almagro sollten es ausführen.

### Konquista Perus
Am 14. November 1524 stürzten sich Almagro und Pizarro, beide immerhin schon fast 50 Jahre alt, wie mit jugendlicher Unerfahrenheit in ein erstes Abenteuer mit zwei kleinen, schlecht ausgerüsteten Schiffen, mit viel zu geringer Besatzung – und scheiterten kläglich. Almagro verlor zudem noch ein Auge durch einen Pfeilschuss. Immerhin war Almagro bei seiner Reise nach Süden über den Pazifik bis 4° Nord gelangt, so weit wie keiner vor ihm auf dieser Route. Aber bedingt durch den Misserfolg und den Verlust von insgesamt 97 Soldaten hatten die drei nun die öffentliche Meinung und den Gouverneur gegen sich.
Pedrarias betraute daraufhin Juan de Basurto mit der Konquista in Richtung Süden. Dieser starb aber bald und das Trio ergriff erneut seine Chance, denn sie waren vor Ort die einzigen, die als Organisatoren für ein Unternehmen dieser Art geeignet waren. Unter diesen Umständen und mit der in Aussicht stehenden üblichen Gewinnbeteiligung für den Gouverneur war Pedrarias wohl einfach umzustimmen.
Am 10. März 1526, gründeten Almagro, Pizarro und Luque mittels eines notariellen Vertrags und vor Zeugen eine Gesellschaft, deren Zweck die Eroberung neuer Gebiete war. Die Einlagen waren 20.000 Goldpesos (1 Goldpeso entsprach 4,7 g Feingold) von Luque, die persönlichen Dienste von Almagro und Pizarro sowie eine Lizenz für Entdeckungen, die sie vom Gouverneur Pedrarias erhalten hatten. Der Gesellschaftsgewinn, alle Metalle, Edelsteine, Indios, Ländereien und generell alle Vorteile, die sie erlangen würden, sollte jeder zu einem Drittel erhalten. Um dem Pakt öffentlich noch mehr Nachdruck zu verleihen, krönte man die ganze Zeremonie mit einer feierlichen Messe, in der die drei eine Hostie teilten. In der Öffentlichkeit machte man sich wegen ihrer Pläne lustig über sie und bezeichnete sie als Verrückte.
Kurz darauf versuchten die drei noch einmal eine Expedition mit 160 Soldaten und besserer Ausrüstung. Gegen alle erdenklichen Widrigkeiten drangen sie schließlich über den Pazifik bis 9° Süd vor und kamen in Kontakt mit dem Inkareich.
Im Folgejahr waren Almagro, Pizarro und Luque praktisch bankrott und hatten wegen des andauernden Misserfolgs, des Verlustes von zahlreichen Soldaten und den Beschwerden von Expeditionsteilnehmern auch noch den neuen Gouverneur von Panama gegen sich aufgebracht. Weil sie nun vom Gouverneur keine Erlaubnis mehr erhielten, beschlossen die drei, dass Francisco Pizarro nach Europa reisen sollte, um vom spanischen König Karl V. die Erlaubnis für die Fortsetzung ihres Projekts zu erhalten.
Im Jahr 1530 brach die bis dahin scheinbar unbedingte Einigkeit des Trios zum ersten Mal auf, als bekannt wurde, dass Francisco Pizarro seine Geschäftspartner übergangen hatte. Bei Verhandlungen mit der spanischen Krone um die Eroberung Perus, wie man es nun erstmals nannte, hatte sich Pizarro alle erdenklichen Pfründen und Titel zusichern lassen, ohne sich wie geplant für alle drei Partner gleichermaßen einzusetzen. Francisco Pizarro war am 26. Juli 1529 mittels der Capitulación de Toledo vom König zum Gouverneur und Adelantado von Nueva Castilla ernannt worden und für Almagro blieb nur der Posten des Kommandeurs von Tumbes übrig. Almagro entschloss sich, die gemeinsame Gesellschaft zu verlassen, und verlangte von Pizarro, ihm seinen Anteil auszuzahlen. Doch Pizarro war nicht in der Lage, ohne Almagro seine Eroberungspläne umzusetzen. Angesichts leerer Kassen und der begründeten Annahme, dass Almagro auch ohne Pizarro das Projekt weitertreiben würde, gelang es ihm, Almagro zu überreden, in der Gesellschaft zu bleiben, indem er diesem versprach, dass er dafür sorgen wollte, dass Almagro auch Gouverneur werden würde.

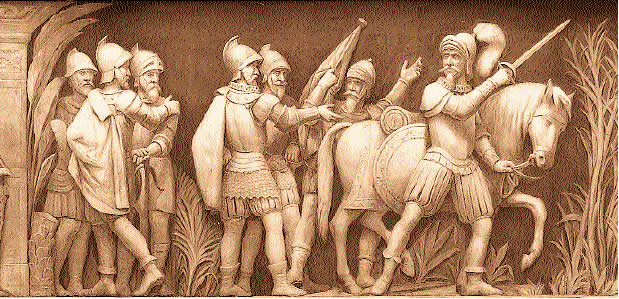
Pizarro marschiert nach Peru (Fries im Kapitol in Washington)

Am 28. Dezember 1531 begann die dritte Expedition nach Peru zur Eroberung von Nueva Castilla, wie es nun hieß, unter der Führung Pizarros mit 183 Soldaten und 73 Pferden. Almagro übernahm, so wie zuvor auch, die Aufgabe, von Panama aus die Versorgung zu organisieren.
Um diese Zeit war in Almagro die Idee gereift, sich ein von Pizarro unabhängiges Gouvernement aufzubauen. Er bat beim spanischen König um die Erlaubnis, die Gebiete südlich von Chincha, etwa 200 km südlich des heutigen Lima, bis zur Magellanstraße, der Meerenge, die im Süden des Kontinents den atlantischen mit dem Pazifischen Ozean verbindet, erobern und besiedeln zu können. Weil der König aber die gerade begonnene Expedition nach Peru nicht gefährden wollte, wurde ihm die Erlaubnis am 11. Juli 1532 versagt.
Am 15. April 1533 kam Almagro mit weiteren 200 Soldaten in Cajamarca an, wo Francisco Pizarro den Inkaherrscher Atahualpa gefangen hielt. Atahualpa brachte mehrere Tonnen Gold und Silber als Lösegeld auf und wurde dennoch von Pizarro hingerichtet. Almagro wurde an der Verteilung des Lösegelds nicht beteiligt. Luque war kurz vorher gestorben. Almagro und Pizarro eroberten Cusco im November des Jahres.

### Weiter nach Süden

Aufteilung Südamerikas durch Karl V.

Im Jahr 1533 erneuerte Almagro sein Gesuch an den spanischen König, die Provinzen südlich von Pizarros Nueva Castilla erobern zu dürfen und ein eigenes Gouvernement zu erhalten. Am 21. Mai 1534 wurde Almagro von König Karl V. für sein Vorhaben autorisiert und zum Gouverneur, Generalkapitän und Adelantado ernannt, den begehrten Titeln eines Konquistadors. Die Real Cédula, die königliche Urkunde, wurde in Spanien an Hernando Pizarro, den Bruder Franciscos, übergeben, der sie nach Peru bringen sollte. Almagro erfuhr zunächst nichts davon, und der intrigante Hernando nutzte das aus, um ihm das Schriftstück vorzuenthalten und sich selbst mittlerweile in Cuzco als Stadtkommandeur zu etablieren.
Im August desselben Jahres stoppte Almagro den Gouverneur von Guatemala Pedro de Alvarado, der mit einer Truppe unterwegs war, um den Norden des Inkareichs für sich zu erobern. Alvarado war schon bis vor Quito gelangt, als sich ihm Almagro mit seinen Soldaten entgegenstellte. Zunächst drohte militärische Auseinandersetzung zwischen beiden Armeen, dann aber gelang es Almagro nach zähen Verhandlungen, den Konflikt zu entschärfen. Für eine Zahlung von 100.000 Goldpesos trat Alvarado seine Armee mit Ausrüstung, seine Schiffe und seine vermeintlichen Eroberungsrechte an Pizarro und Almagro ab.
Im Februar 1535 bereitete sich Almagro für eine Expedition ins heutige Chile vor. Er beschaffte sich systematisch Informationen über die Region, die schon damals unter diesem Namen Chile bekannt war, und begann damit, Soldaten sowie drei Schiffe auszurüsten.
Im April gelangte eine Kopie der von Hernando Pizarro unterschlagenen Real Cédula nach Peru. Almagro erfuhr, dass ihm der spanische König ein Gebiet namens Nueva Toledo zugesprochen hatte, das südlich an Pizarros Nueva Castilla angrenzte und im heutigen Bolivien und Nordchile lag. Es war damals nicht mit Sicherheit zu bestimmen, zu welchem der beiden Gebiete die Stadt Cuzco gehörte. Diego de Almagro, der bis dahin ja noch keine eigenen Gebiete beherrschte, war davon überzeugt, dass Cuzco ihm zustehe, beanspruchte diese Stadt für sich und wollte die Herrschaft darüber übernehmen.
Francisco Pizarro wollte die Stadt aber für sich und seine Brüder behalten und es gelang ihm erneut, Almagro zu beschwichtigen. In der Absicht, ihn fern von Cuzco zu haben, überredete Pizarro ihn, das zugesagte Land im Süden doch zu erobern. Ein Land, das Gerüchten zufolge ebenso reich sein sollte wie Peru. Für den Fall, dass Chile doch nicht genug Reichtümer bergen sollte, könne Almagro wieder zurückkommen nach Peru und würde an den dortigen Reichtümern beteiligt. Almagro ließ sich auf den Handel ein und begann noch im selben Jahr eine Expedition.
Aber Pizarros Intrige war nur noch ein Auslöser. Almagro wollte vielmehr seine Chance nutzen, um endlich ein eigenes Gouvernement zu bekommen und um sich von seinem Geschäftspartner Pizarro endgültig zu lösen. Und er musste sich beeilen, denn auch andere Konquistadoren strebten nach Süden und Francisco Pizarro wurde immer feindseliger gegen ihn.
Mitte Juni schickte Almagro einen Trupp mit 100 berittenen Soldaten unter der Führung von Juan de Saavedra voraus in die Provinz Paria, um die Versorgung seiner Expedition mit Lebensmitteln zu organisieren.

### Expedition nach Chile
Am 3. Juli 1535 brach Diego de Almagro mit einer Gruppe von 50 Soldaten bestens vorbereitet und gut ausgerüstet in Cuzco auf, sein Ziel war Chile. Er zog am Titicacasee vorbei in die Provinz Paria, wo er sich mit Saavedra traf, der inzwischen eine große Zahl Yanaconas (= leibeigene Indios) rekrutiert hatte und dem sich dort weitere 50 Soldaten angeschlossen hatten. Bis Januar des Folgejahres schlossen sich ihnen auch noch Nachzügler aus Cuzco an. Almagros Expeditionscorps zu Lande und zu Wasser bestand schließlich aus insgesamt 531 berittenen Soldaten, drei Schiffen mit Besatzung sowie zahlreichen Dienern, Priestern, Mönchen, einem Übersetzer (wohl Felipillo), einem Sekretär, Pawllu Inka Tupaq und einem weiteren Inka-Prinzen, einem Hohepriester der Inkas, mehreren Tausend Yanaconas, etwa 100 schwarzen Sklaven, Lamas, Kampfhunden etc. und stellte die bestausgerüstete Truppe dar, die bis dahin in Amerika aufgestellt worden war.
Ende März 1536 durchquerte Almagro eine Hochebene der Anden mit katastrophalen Folgen. In ca. 4000 m Höhe, ohne nennenswerte Flora oder Fauna, ständig kaltem Westwind ausgesetzt und ohne Brennholz in Nächten, in denen die wenigen vorhandenen Rinnsale zu Eis gefroren, starben mindestens 800 der dünn bekleideten Yanaconas, fast alle schwarzen Sklaven und einige Spanier, zudem verendeten um die 50 Pferde, und sie verloren ihr ganzes Gepäck.
Anfang April erreichten Almagro und sein Tross völlig erschöpft und krank von der Reise durch die Anden das Tal von Copiapó im heutigen Chile. Obwohl sie damit schon die Südgrenze von Nueva Toledo überschritten hatten, setzten sie die Expedition weiter nach Süden fort, um doch noch die erhofften Reichtümer zu finden. Die meisten der bis dahin verbliebenen Yanaconas flohen in dieser Etappe. Almagro setzte die Expedition fort durch das Guascotal, wo er in einer Strafaktion für den Tod einiger Spanier 30 chilenische Indios verbrennen ließ, und gelangte danach in die Region des heutigen Coquimbo.
Ende Mai erreichte ihn eines der Schiffe mit Nachschub in der Nähe von Los Vilos und im Juni gelangte er in das Aconcaguatal. Nach der Durchquerung des Aconcaguatals erreichte ein Teil der Expedition im September 1536 die Bucht von Valparaíso, die von da an diesen Namen erhielt und als Hafen genutzt werden sollte. Almagro selbst gelangte an den südlichsten Punkt seiner Reise, an den Fluss Río Maipo in der Nähe des heutigen Melipilla, von wo aus er in Richtung des heutigen Santiago nach Norden weiterzog.
Die Expedition verlief ganz und gar nicht wie erwartet. Statt auf andere wohlhabende Hochkulturen zu stoßen, die er hätte unterwerfen und ausplündern können, fand Almagro nur in seinen Augen ärmliche, agrarisch geprägte Gesellschaften, die in Siedlungen mit nicht mehr als zehn Hütten oder gar in Höhlen lebten und ihm oft mit erheblicher Gegenwehr zusetzten. Immerhin gab es Goldminen zu finden. Als schließlich Berichte auftauchten, dass die noch nicht erreichten Gebiete weiter südlich an das Ende der Welt grenzen würden, begannen seine Männer, sich zu beklagen, und wollten zurück nach Peru ins angenehmere Cuzco. Almagro gab schließlich seine Vision, ein zweites Peru finden zu können, auf. Die Fakten waren gegen ihn, und seine Berater rechneten ihm vor, dass ihn die Expedition finanziell ruiniert hätte. Die Kosten der Expedition, die Almagro zahlte, wurden auf 1.500.000 Pesos in Gold geschätzt, während er später nur für etwas mehr als 400.000 Pesos Gold nach Peru schaffte.
Im August war es dann so weit, Almagro entschloss sich zur Umkehr und zur Inanspruchnahme seiner vermeintlichen Rechte in Cuzco. Am 27. August machte er angesichts seines hohen Alters und der lebensgefährlichen Rückreise sein Testament, in dem er seinen Sohn Diego, genannt El Mozo, als seinen Nachfolger als Gouverneur von Nueva Toledo bestimmte. Nach einer Ansprache, in der er seinen Gefolgsleuten die Änderung seiner Pläne erläuterte, erließ er jedem einzelnen von ihnen die Schulden, die sie bei ihm hatten, indem er die mitgeführten Schuldscheine feierlich zerriss. So schrieb er Forderungen in Höhe von 150.000 Pesos in Gold ab. Danach zog er mit seiner Truppe und vielen versklavten Gefangenen aus Chile durch die Atacama-Wüste nach Norden, wo er Mitte Oktober die Oase San Pedro de Atacama erreichte. Bis zum Anfang des folgenden Jahres gelangte er nach Arequipa in Peru. Hier endete seine Expedition nach Chile. Almagro und seine Gefolgsleute belegte man mit dem Beinamen „los de Chile“ (die von Chile), was sie gegenüber den „los pizarristas“ (die von Pizarro) abgrenzte.
Historiker werfen Almagro vor, die Eroberung Chiles aus mangelnder Entschlossenheit unter dem Einfluss schlechter Berater, die von Anfang an das Ziel gehabt hätten, es sich in Cuzco bequem machen zu können, aufgegeben zu haben. Infolgedessen hätte Almagro einen jahrelangen, über seinen Tod hinaus dauernden Bürgerkrieg in Peru provoziert und die Eroberung Chiles verzögert und erschwert. Eine andere, leichter zu verstehende These ist, dass Chile keine Reichtümer barg, für die es sich gelohnt hätte, den Anspruch auf Cuzco aufzugeben.

### Kampf um Cuzco

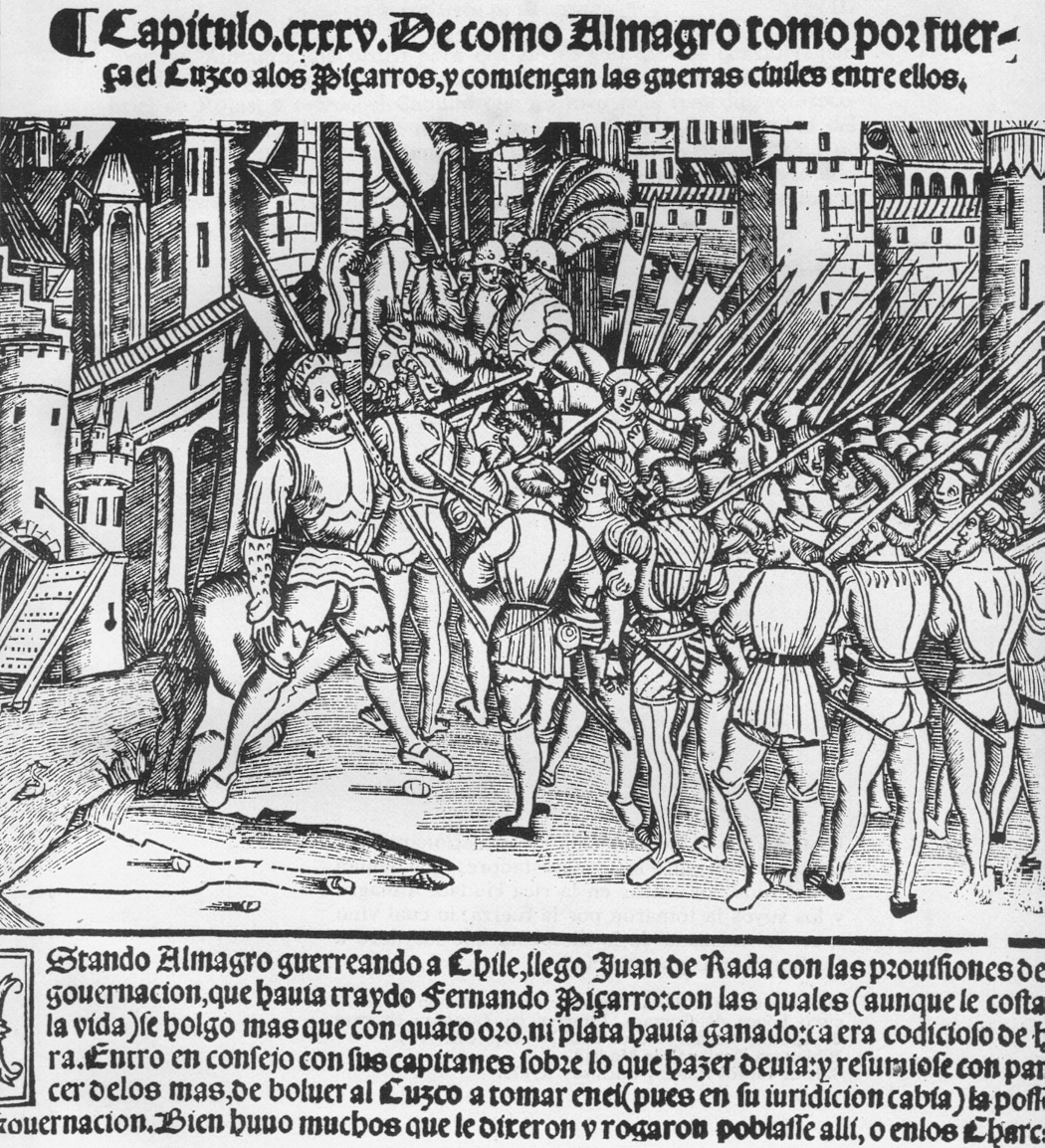
Almagro erobert Cuzco

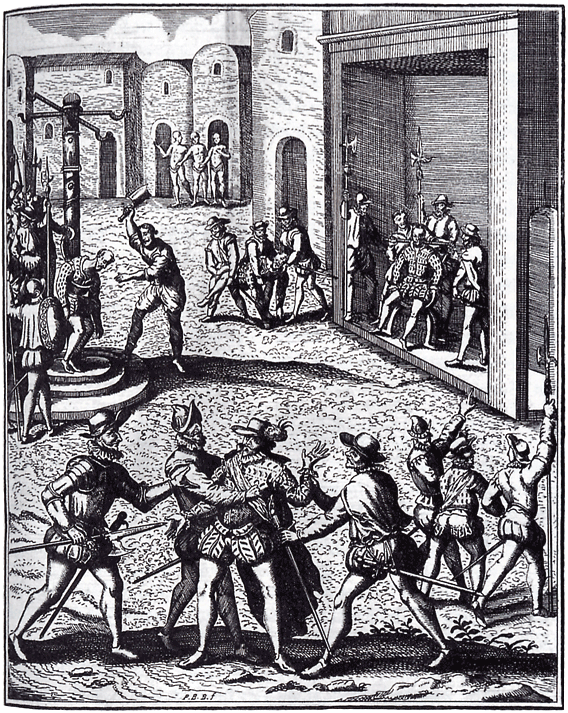
Gefangennahme und Hinrichtung Diego de Almagros (Kupferstich, um 1600)

Kaum in Arequipa angekommen, erfuhr Almagro im Jahr 1537, dass der Inka-Herrscher Manco Cápac II. einen Aufstand begonnen hatte: Berichten zufolge waren die spanischen Siedlungen zerstört und Francisco Pizarro getötet worden. Das eingeschlossene Cuzco, das von Hernando Pizarro mit seinen Soldaten verteidigt wurde, war alles, was von der Kolonie übriggeblieben war.
Im März marschierte Almagro mit seiner Truppe von Arequipa aus in Richtung Cuzco und begann auch mit einer diplomatischen Offensive. Er ließ dem Inka Manco mitteilen, dass er mit 1000 Christen und 700 Pferden unterwegs sei, um auf Befehl des spanischen Königs diejenigen zu bestrafen, die den Inka gekränkt hätten, und forderte Manco auf, den Krieg zu unterbrechen, damit er sein Mandat erfüllen könne. Dazu übersandte er an Manco einen wärmenden Umhang, der ausdrücklich von Karl V. geschickt worden sei, um ihn dem Inka zu geben.
Manco ließ sich scheinbar darauf ein und beklagte sich bei Almagro bitterlich darüber, dass er von den Spaniern als „Hund“ beschimpft worden war, den sie verbrennen würden. Hernando Pizarro fürchtete, Opfer eines sich anbahnenden Bündnisses zwischen Almagro und Manco zu werden, intrigierte gegen Almagro und verweigerte ihm den Zugang nach Cuzco. Am 8. April 1537 marschierte dann Almagro in Cuzco ein und nahm Hernando und Gonzalo Pizarro gefangen. Nach wenigen Tagen wurde jedoch bekannt, dass Francisco Pizarro doch noch lebte. Als Alonso de Alvarado erschien, den Francisco Pizarro ausgesandt hatte, um seinen belagerten Brüdern zu helfen, besiegte Almagros Hauptmann Rodrigo Orgóñez ihn bei Abancay und nahm ihn ebenfalls gefangen. Alvarado und Gonzalo Pizarro gelang später die Flucht.
In den folgenden Monaten versuchte Almagro sein Herrschaftsgebiet zu etablieren und gründete im Chincha-Tal an der Küste eine Stadt, um von Lima unabhängig zu sein. Am 13. November kam es in Mala noch einmal zu einem Treffen zwischen Almagro und Francisco Pizarro. Almagro verlangte von Pizarro, seine Herrschaft über Cuzco anzuerkennen. Francisco sicherte ihm zu, er könne in der Stadt bleiben, bis der Disput an höherer Stelle geklärt würde, und erhielt im Gegenzug die Freilassung seines Bruders. Es sollten leere Worte bleiben, denn kaum war Hernando frei, suchten die Pizarros die militärische Entscheidung.
Am 6. April 1538 wurde Almagro in der Schlacht von Las Salinas nahe Cuzco geschlagen und ins Gefängnis gesteckt. Hernando Pizarro klagte ihn sofort an, unter anderem wegen Usurpation, und ernannte sich selbst zum Richter. In wenigen Tagen schwoll die Gerichtsakte auf über 2000 Blätter an, mit Aussagen von Zeugen, die sich mit dem Machthaber Pizarro gut stellen wollten und Almagro schlicht verleumdeten. Am 8. Juli 1538 verurteilte Hernando Pizarro Diego de Almagro zum Tode, verweigerte ihm eine Appellation und ließ ihn noch am selben Tag im Gefängnis durch Erdrosseln hinrichten. Anschließend wurde der Leichnam zur Plaza gebracht, wo er öffentlich zur Schau gestellt und ihm der Kopf abgeschlagen wurde. Die Umstände dieser Hinrichtung und die Rache, die Almagros Anhänger übten, führten später zum gewaltsamen Tod von Francisco Pizarro und zu einer 20-jährigen Haft in Spanien für Hernando Pizarro. Diego de Almagro wurde in der Kirche La Merced in Cuzco beigesetzt.